# Călușari

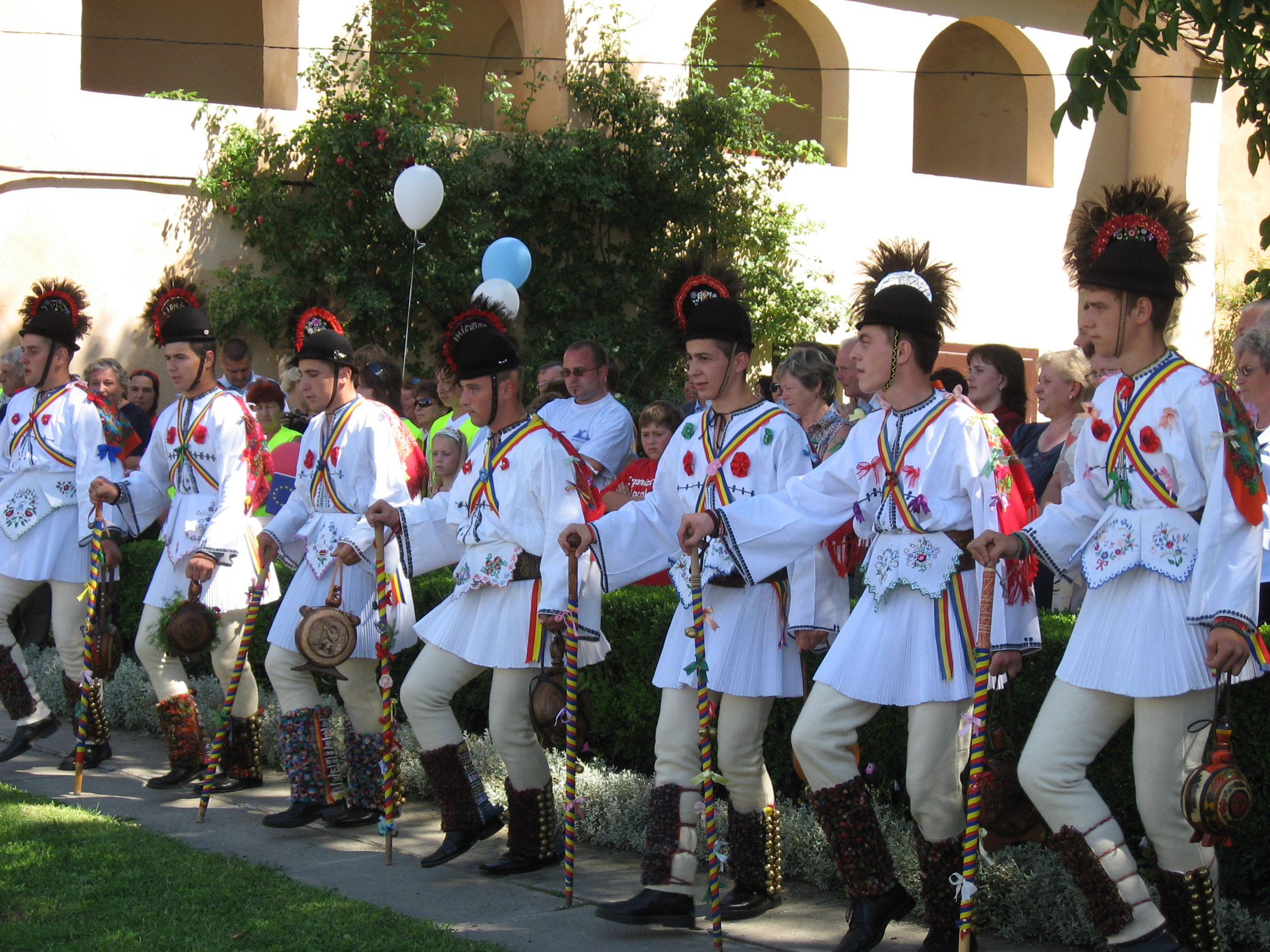
Călușarii in Großau, Kreis Hermannstadt

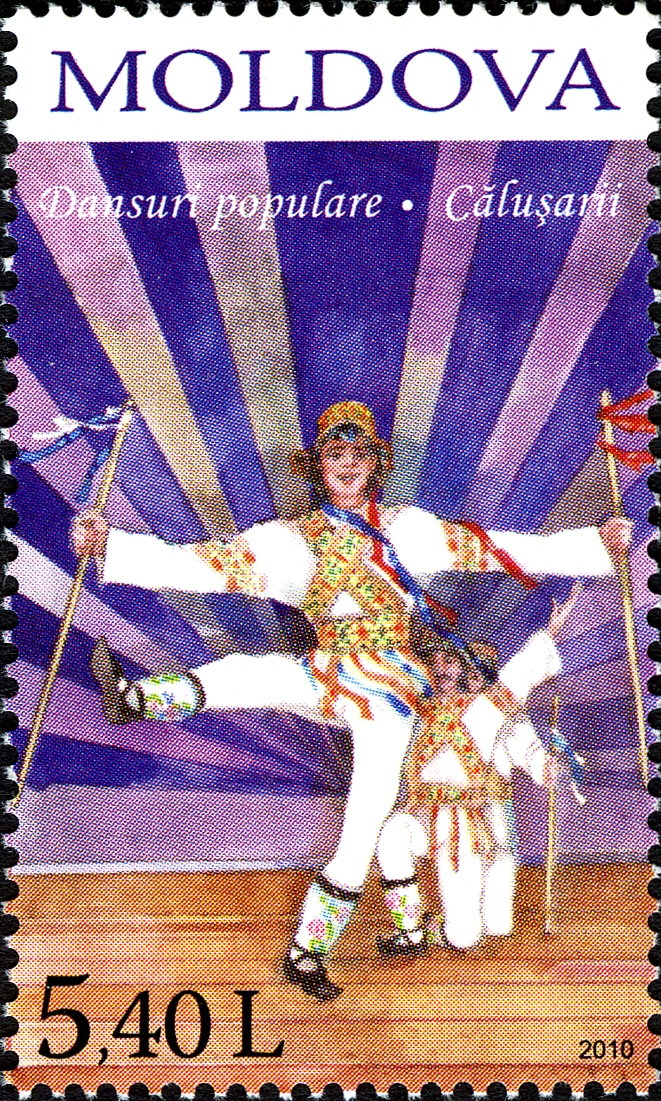
Călușari in der Republik Moldau

Die Călușari [kəluˈʃarʲ] sind ursprünglich Mitglieder eines in Rumänien existierenden brüderlichen Geheimbundes, die einen rituellen Tanz, den „Căluș“, praktizieren. Der Tanz ist Bestandteil des immateriellen Kulturerbes der Menschheit.

## Herkunft und Etymologie
Die Ursprünge der Călușari liegen im Dunkeln, die möglicherweise erste überlieferte Nennung findet sich in Notenschriften von Ioan Căianu aus dem 17. Jahrhundert.
Mircea Eliade und anderen Wissenschaftlern zufolge ist der Begriff Călușari aus dem rumänischen Wort für „Pferd“ cal (von lat. caballus) entstanden. Dabei verweisen sie zum einen auf die mythologische Bedeutung des Pferdes in Hinblick auf Fruchtbarkeit und Krieg, als auch auf das Imitieren des Pferdes in bestimmten Tänzen.
Allgemein akzeptiert wird die Herleitung von der lateinischen Doppelform collusium, collusii, was sowohl „Tanzgruppe“ als auch „Geheimbund“ bedeutet.

## Beschreibung
Dem bekannten rumänischen Religionswissenschaftler Eliade zufolge haben die Călușari die charakteristische Fähigkeit, eine Illusion zu erzeugen, welche sie in der Luft tanzend erscheinen lässt. Der Tanz soll zum einen ein galoppierendes Pferd und zum anderen den Tanz der Feen (zine) symbolisieren. Denn tatsächlich gilt als Schutzpatron dieser Gruppe „die Königin der Feen“ (Doamna Zinelor), welche auch als Irodiada und Arada bekannt ist und von Eliade mit der Diana identifiziert wird.
Wegen ihrer Verbindung zu Feen glaubte man, Călușari können die menschlichen Opfer der Feen heilen. Zwischen Christi Himmelfahrt und Pfingsten besuchen sie regionale Gemeinden, um dort zu tanzen und zu heilen.
Während ihrer Tänze tragen die Călușari Knüppel und Schwert und führen einen hölzernen Pferdekopf und eine Fahne mit sich, bei der sie schwören, sich immer brüderlich zu behandeln, die Gebräuche der Călușari zu achten und während der neun Tage dauernden Kampagne enthaltsam zu sein.

## Wiederbelebung
Mitte des 19. Jahrhunderts sammelten einige rumänische Intellektuelle unter der Führung von Iacob Mureșan alte Volkstänze. Sie erneuerten den Căluș, indem sie ihm eine Struktur und feste Form gaben. Daraus entstanden wiederum neue Formen, die sich rasch auf dem Lande verbreiteten, der eigentliche Zweck und die rituelle Bedeutung sind vollständig verlorengegangen. 2008 wurde Căluș in die UNESCO-Liste des immateriellen Kulturerbes der Menschheit aufgenommen.

## Populäre Kultur
- Der Geheimbund ist Namensgeber und Inhalt von Episode 21 der zweiten Staffel der TV-Serie The X-Files ("The Calusari"). Internet Movie Database[4]